# Maskinfirma Glaj AB
Maskinfirma Glaj AB servar vitvaror och hushållsmaskiner samt säljer luftkonditionering/värmepumpar till hushåll och företag i Skaraborg, Sverige. Maskinfirma Glaj startades 1954 av Gillis Larsson. Företaget var från start inriktat på försäljning & service av tvättmaskiner för gemensamhetstvättstugor och service av vitvaror i Skaraborg. Detta växte sedan att även omfatta kommersiell kyla samt storköks- & restaurangutrustning. Maskinfirma Glaj drivs från den 1 januari 2004 i tredje generation av Niklas Larsson. Företaget har idag tio anställda och omsätter drygt 13 miljoner.